# 溝延城
溝延城（みぞのべじょう）は、出羽国村山郡寒河江荘溝延（山形県西村山郡河北町）にあった日本の城。

## 歴史
溝延（山形県西村山郡河北町溝延）は最上川とその最大の支流である寒河江川との合流点にあり、溝が延びるような地形であることにその地名の由来があるとされる。溝延城は東を最上川、南を寒河江川で囲まれた天然の要害である。溝延城は南北朝時代、寒河江城主寒河江時茂の嫡男茂信が築いたもので、寒河江城から見て寒河江川を挟んだ対岸に城を築いたのは、当時南朝側に属した寒河江氏が北朝側に属した旧領・北寒河江荘の経略を狙ったものである。
『河北町の歴史』によれば、溝延城は茂信が構築した南北朝時代と比較すると、時代が下るにつれてその重要性を失っていき、庄内地方と村山地方を結ぶ六十里越街道の村山側出口の要衝白岩城の重要性が高まっていった。そこで室町時代中期の溝延城4代である満教は弱体であった白岩城に入って城を強化するとともに、溝延には叔父尊広の子孝満を入れて実権を城代安孫子伊代に与えたという。
天正12年（1584年）寒河江氏が最上氏によって滅ぼされると天正年間のうちに廃城にされたという。

## 構造
溝延地内本丸を中心に築かれた平城で、三の丸まで構成される。本丸の規模は東西145m・南北160m、二の丸は東西312m・南北300mでほぼ方形をなすが、三の丸の堀跡は北側は柏川に沿い、南側は現在明確には跡づけることが出来ない。二の丸・三の丸の南西角、同じく三の丸北西角に土塁跡が認められ、本丸北東にも戦後まで土塁跡があった。一の堀は堀幅20ｍ前後と広いが直線的で、二の堀・三の堀は折りを附したり食い違いがある。溝延城が構築された当初は本丸だけの単郭式方形館だったと考えられる。

## 歴代城主
溝延氏『安中坊系図』
- 初代　茂信
- 2代　家広
- 3代　元家
- 4代　尊広
- 5代　孝満
- 6代　広勝
- 7代　孝政

## 所在地
- 溝延城公園 - 山形県西村山郡河北町溝延1-3

## アクセス
- JR寒河江駅から車で15分